# Famille de Tryon
 (mai 2023).
La famille de Tryon est une famille éteinte de la noblesse française, originaire d'Écosse qui s'est établie dans différentes régions en France.
Elle a été illustrée par Charles de Tryon (1773-1832) militaire et Renée de Tryon-Montalembert (1920-2007) religieuse.

## Origine
Maison originaire d'Écosse remontant aux temps les plus reculés. La branche ici rapportée s’est répandue dans les provinces du Périgord, d’Angoumois et du Poitou au début du treizième siècle. Elle a contracté des alliances avec les familles les plus anciennes. Elle joint à cet avantage d’avoir rendu de nombreux services à l’État et d’avoir scellé de son sang son attachement et sa fidélité au service de nos rois.
L’historien Ruffi mentionne un Tryon ou Trian originaire du Périgord, viguier gouverneur de Marseille en 1259. Arnaud de Tryon est un des gentilshommes ayant suivi Robert d’Anjou à la conquête du royaume de Naples. Celui-ci lui donna le comté d’Alife en 1313. Ayant épousé Marié de Bari, nièce du pape Jean XXII il devint très puissant et fut promu Maréchal de l’Église Romaine et Recteur du Comtat Venaissin de 1313 à 1335. Il épousa en secondes noces Constance de Narbonne en 1329, fille d’Aimeric VII vicomte de Narbonne.
La famille de Tryon est citée comme seigneur de Chassenon dès 1318 en Angoumois avec Amaury de Trion, chevalier croisé , participant à la croisade contre les hérétiques Albigeois et remonte sa filiation  prouvée à Guillaume de Tryon, damoiseau,  en 1395 (extraction chevaleresque). Il épousa Jeanne Faron dont il eut Guillaume, écuyer, seigneur de Légurat, marié en 1446 à Marie Faulcon de Salles qui lui donna Jean, auteur de la branche de Tryon et Clément, auteur de la branche de Tryon de Montalembert.
Elle se dispersa dans les provinces du Périgord, de l'Angoumois et du Poitou et elle s'est éteinte en 1955 pour les hommes et en 2007 pour les femmes dans sa branche Tryon-Montalembert.
Les Tryon furent seigneurs de Légurat (Augignac), de Salles (Chassenon), d'Épanvilliers (Brux), de la Coste, de la Vigerie, d'Ardillières, de la Busserie, etc.

## Personnalités
- Charles de Tryon (1773-1832), comte de Tryon, maréchal de camp.
- Louis-Joseph de Tryon de Montalembert (1758-1846), comte de l'Empire, maire d'Angoulême.
- Jules de Tryon de Montalembert (1790-1858), marquis de Tryon de Montalembert, député de la Charente.
- Renée de Tryon-Montalembert (1920-2007), religieuse et théologienne.

## Armoiries

### Branche aînée de Tryon
- Seigneur de Leygurat, de La Boufferie, de La Cour, de Salles, de Nouailles, de La Coste, d'Ardillières et de La Vigerie.
- Branche aînée : D'argent, à deux jumelles d'azur en bandes accompagnée en chef d'une croisette ancrée de gueules.[5], couronne : de comte.

### Branche cadette de Tryon-Montalembert
- Comte de Tryon de Montalembert et de l'Empire par lettre patente du 15 août 1810
- Seigneur de Leygurat, de Brus, de La Cour, d'Espanvilliers et de La Boufferie.
- Branche Tryon-Montalembert : Écartelé : aux 1 et 4 : d'argent, à deux jumelles d'azur en bandes accompagnée en chef d'une croisette ancrée de gueules (qui est de Tryon) ; aux 2 et 3 : d'argent, à la croix ancrée de sable (qui est de Montalembert)[5] couronne : de marquis.

## Généalogie

### Branche aînée de Tryon
- Aimeric de Tryon (1297-1318) X ?
  - Pierre de Tryon, sgr de Légurat (?-1360) X Béatrix d'Aimeric
    - Guillaume de Tryon X Jeanne Faron
      - Bertrand de Tryon X ?
        - Marguerite de Tryon X Hélie de Roziers

      - Guillaume II de Tryon, sgr de Légurat X (1446) Marie Faulcon de Salles
        - Jean de Tryon, sgr de La Coste X Catherine Bachelier
          - Renaud de Tryon, sgr de Salles X Jaquette Couraud
            - Jeanne de Tryon X (1530) Pierre Paulte

          - Jean de Tryon, sgr de La Coste X (1536) Françoise de La Coste
            - François de Tryon, sgr de Salles X (1550) Françoise Paulte
              - Claude de Tryon, sgr de Salles X (1609) Catherine Couraudin
                - Branche aîné de Tryon
                - Marie de Tryon X Pierre de Lastic puis mariée à Julien d'Armenye
                - Antoinette de Tryon X (1637) Joseph de Montjon, sgr de La Vergne (?-1674)

            - François de Tryon, sgr de Salles X Charlotte Bigot
              - Catherine de Tryon X Pierre de La Gorrelie

            - François de Tryon X Anne de Roziers
              - Françoise de Tryon X Annet de Leyrisse

            - Catherine de Tryon X Jean Foucaud

          - Marguerite du Tryon X (1497) Jean de Monfrabeuf
          - Cécile de Tryon X (1510) Bertrand du Liège

        - Clément de Tryon, sgr de Légurat X (1480) Bertrande de Malafede
          - Branche cadette de Tryon-Montalembert
          - Françoise de Tryon X (1502) Jean Ravard

        - Clément de Tryon, sgr de Légurat X (1503) Marguerite de Talensac
          - Bonavanture de Tryon X Antoine de La Boullaye

        - Marie de Tryon X Arnauton de Seschaud, sgr de Puyrigaud

### Branche aînée de Tryon (suite)
- Raymond de Tryon, sgr de Salles X Marguerite Dauphin
  - Léonard de Tryon, sgr de Nouailles X (1675) Louise Rempnoulx
    - Jean de Tryon, sgr de Salles  X (1722) Radegonde de La Ramière
      - Joseph de Tryon, sgr de Salles X (1767) Françoise de Brettes
        - Charles de Tryon, comte de Tryon (1773-1832) X Françoise de Courcy (?-1864)
          - Raoul de Tryon, comte de Tryon (1809-1875)
          - Gaston de Tryon, comte de Tryon (1811-1858) X (1848) Anne Maître
            - Jeanne de Tryon (1854-1951) X (1878) Raoul Hébert de Beauvoir (1850-1933)

          - Alix de Tryon (1812-?) X Jean de Maillard (1812-1865)
          - Clotilde de Tryon (1814-?) X (1835) Louis de Wavrechin

        - Radegonde de Tryon (1775-?) X Isaac de Bertoumé

      - Louise de Tryon (1736-1815) X Jean Duboys-Lavigerie, sgr de La Vigerie (1732-1815)

    - Joseph de Tryon, sgr de Planchefort X Françoise de Bertrand
      - Joseph de Tryon, sgr de Planchefort
      - Louise de Tryon

    - Louise du Tryon X (1729) Marc Guyot
    - Marie-Anne de Tryon (1681-1761) X (1722) Etienne de Salignac, sgr de Beneteix (?-1729) puis mariée à (1729) Antoine du Pin (1696-1776)
    - Louise de Tryon X François Vidaud des Gouttes

### Branche cadette de Tryon-Montalembert
- Pierre de Tryon, sgr de Légurat X (1516) Gabrielle de Montalembert
  - Françoise de Tryon-Montalembert (?-1564) X (1542) François du Plessis de Richelieu, sgr de Beaulieu
  - Pierre de Tryon-Montalembert, sgr d'Épanvilliers X (1565) Jeanne de Cruc
    - Michel de Tryon-Montalembert, sgr d'Épanvilliers X (1637) Jeanne de Campniac
      - Pierre de Tryon-Montalembert, sgr d'Épanvilliers X (1648) Marie de Nesmond
      - Jeanne de Tryon-Montalembert X (1684) Jacques de Couhé
        - Philippe-Ignace de Tryon-Montalembert, sgr d'Épanvilliers X (1697) Marie-Anne Guérusseau du Magnou
        - Marguerite de Tryon-Montalembert X (1730) Jean-François de La Lande
          - Pierre-Philippe de Tryon-Montalembert (1710-?) X (1729) Françoise Fumée (1697-1745)
            - Pierre-Claude de Tryon-Montalembert, marquis de Montalembert (1729-1787) X (1751) Marie-Anne Thibault de La Carte (?-1790)
              - Louis-François de Tryon-Montalembert, marquis de Montalembert (1758-1846) X (1787) Françoise Regnauld de La Soudière (1755-1795)
                - Jules-Louis de Tryon-Montalembert, marquis de Montalembert (1790-1858) X (1819) Cécile de Cressac (1799-1874)
                  - Marie-Louise de Tryon-Montalembert (1831-1875) X (1850) Jean-Baptiste de Bouillé de Chariol (1819-1906)

                - Clémentine de Tryon-Montalembert (1794-?) X (1812) Armand Bermondet de Cromières (1778-?)

              - Louis-François de Tryon-Montalembert, marquis de Montalembert (1758-1846) X (1798) Élisabeth de Brosse (1773-1831)
                - Antoinette de Tryon-Montalembert
                - Athénaïs de Tryon-Montalembert
                - Joséphine de Tryon-Montalembert (1805-1895)
                - Louis-Gaston de Tryon-Montalembert, marquis de Montalembert (1814-1860) X (1842) Valentine Monnier du Gazon (1815-1881)
                  - Aimeric de Tryon-Montalembert, marquis de Montalembert (1843-1898) X (1875) Laure Joset (1844-1924)
                    - Albert de Tryon-Montalembert, marquis de Montalembert (1877-1955) X (1919) Marie-Thérèse Brossin de Saint-Didier (1890-1924)
                      - Renée de Tryon-Montalembert (1920-2007)

                  - Valérie de Tryon-Montalembert (1848-?) X (1872) Albert de Pawloski (1846-1916)

                - Louis-Gustave de Tryon-Montalembert, comte de Montalembert (1807-1890) X (1857) Antoinette Desmiers de Ligouyer (1816-1886)
                - André de Tryon-Montalembert, comte de Montalembert

              - Bernard de Tryon-Montalembert, comte de Montalembert (1768-1840) X (1801) Anne de Turpin de Jouhé (?-1830)
                - Marie-Antoinette de Tryon-Montalembert (1803-1875) X (1830) Jean-Baptiste de Nervaux (1798-1870)

## Alliances

### Branche aînée de Tryon
Faulcon de Salles (1446), de Malafede (1480), de Monfrabeuf (1497), Ravard (1502), de Talensac (1503), du Liège (1510), Paulte (1550), Couraudin (1605), de Montjon (1637), Rempnoulx (1675), de La Ramière (1722), de Salignac (1722), Guyot (1729), du Pin (1729), de Brettes (1767), de Wavrechin (1838), Maître (1848), Hébert de Beauvoir (1878), d'Aimeric, d'Armenye, Bachelier, de Berthoumé, de Bertrand, Bigot, Couraud, de Courcy, Dauphin, Duboys-Lavigerie, Faron, Foucaud, de La Boullaye, de La Gorrelie, de Lastic, de Leyrisse, de Maillard, de Roziers, de Seschaud, Vidaud des Gouttes...

### Branche cadette de Tryon-Montalembert
de Montalembert (1516), du Plessis de Richelieu (1542), de Cruc (1565), de Campniac (1637), de Nesmond (1648), de Couhé (1684), Guérusseau du Magnou (1697), Fumée (1729), de La Lande (1730), Thibault de La Carte (1751), Regnauld de La Soudière (1787), de Brosse (1798), de Turpin de Jouhé (1801), Bermondet de Cromières (1812), de Cressac (1819), de Nervaux (1830), Monnier de Gazon (1842), de Bouillé de Chariol (1850), Desmiers de Ligouyer (1857), de Pawloski (1872), Joset (1875), Brossin de Saint-Didier (1919)...